# Eustace (Ely)

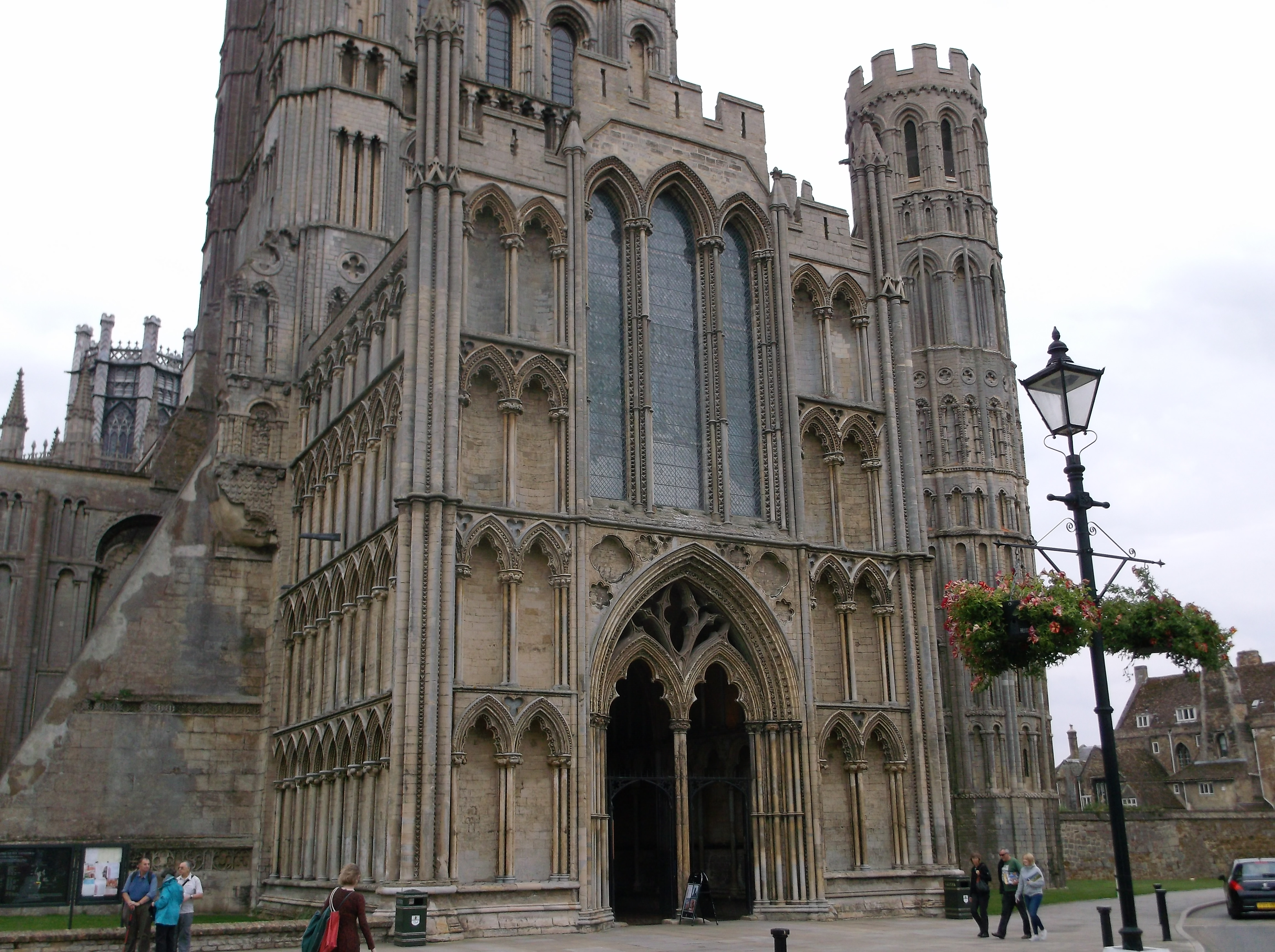
Der ursprünglich unter Eustace errichtete Galilee-Vorbau der Kathedrale von Ely

Eustace († 3. Februar 1215 in Reading) war ein anglonormannischer Minister und Geistlicher. Ab 1197 war er Bischof der englischen Diözese Ely.

## Herkunft
Eustace stammte wahrscheinlich aus der Normandie oder einem anderen Teil Frankreichs. Er studierte in Paris zusammen mit Giraldus Cambrensis, mit dem er lebenslang befreundet blieb. Er galt sowohl in der Theologie wie auch im Rechtswesen als bewandert.

## Karriere als Geistlicher
Erstmals erwähnt wird Eustace 1177 als Beamter von Bischof Robert Foliot von Hereford. Mindestens bis 1186 blieb er in Hereford, wo er Kanoniker wurde. Vor 1190 wurde er vor Rektor von Withcall in Lincolnshire. Anschließend trat er als Beamter in den Dienst der Krone, wo er bereits vor dem 20. April 1194 Stellvertreter des königlichen Kanzlers war, als er eine Urkunde in Winchester besiegelte. Danach gehörte er ständig zum Gefolge von König Richard in der Normandie. Dort diente er als Siegelbewahrer und als Vertreter des Kanzlers William de Longchamp, der auch Bischof der Diözese Ely war. Für seine Dienste wurde er vom König mit zahlreichen Pfründen belohnt. Vor dem 5. Mai 1194 war er Dekan von Salisbury geworden, dem folgten 1196 die Ämter des Dekans von Richmond und des Schatzmeisters von York Minster.

## Kanzler von England und Aufstieg zum Bischof
Nachdem Kanzler William de Longchamp am 31. Januar 1197 gestorben war, wurde Eustace am 10. August 1197 in Vaudreuil in der Normandie als sein Nachfolger zum Bischof von Ely gewählt. Anschließend reiste er als Gesandter von König Richard nach Deutschland, wo wegen des Deutschen Thronstreits am 22. Februar 1198 eine Versammlung der deutschen Fürsten stattfand. Erst nach seiner Rückkehr nach England wurde er am 8. März 1198 in der St Katherine’s Chapel in Westminster von Erzbischof Hubert Walter zum Bischof geweiht. Zwischen dem 18. und 22. Mai 1198 erfolgte Eustaces Ernennung zum neuen königlichen Kanzler. Im Oktober und November 1198 diente er in Westminster als Richter, dies ist allerdings das einzige Mal, wo er als königlicher Richter genannt wird. Anschließend gehörte er wieder zum Gefolge von König Richard. Der König sandte ihn im Januar 1199 zum französischen König Philipp II., um das Ende des bestehenden Waffenstillstands zu verkünden.

## Bischof von Ely

### Verlust der Kanzlerschaft
Nach dem Tod von Richard Löwenherz im April 1199 ernannte dessen Nachfolger Johann Ohneland am 27. Mai 1199 Erzbischof Hubert Walter zum neuen Kanzler. Trotz seines Amtsverlusts war Eustace dennoch nicht in Ungnade gefallen. Er nahm an der Krönung Johanns teil, der am 23. August 1199 die Privilegien der Diözese Ely bestätigte. 1200 gehörte Eustace zum Gefolge des Königs in der Normandie, und am 21. November 1200 war er in Lincoln, wo der schottische König Wilhelm dem englischen König huldigte. Während des Französisch-Englischen Kriegs reiste er 1202 und 1204 zu vergeblichen Verhandlungen zum französischen König.

### Beauftragter des Papstes
Obwohl Eustace in den nächsten Jahren weiterhin regelmäßig am Königshof erschien, nahm er zunehmend sein Amt als Bischof wahr. Dabei diente er in den nächsten Jahren häufig Papst Innozenz III., der ihn als Richter in geistlichen Streitfällen betraute. Von 1199 bis 1200 vermittelte er in einem erbitterten Streit zwischen Erzbischof Hubert Walter und den Mönchen des Kathedralpriorats von Canterbury, als der Erzbischof in Lambeth eine Kollegiatkirche gründen wollte. Von 1200 bis 1201 vermittelte er zwischen Bischof Savaric von Bath und den Mönchen von Glastonbury Abbey. Von 1200 bis 1201 betrieb Eustace die Kanonisation von Gilbert von Sempringham, und 1203 beauftragte der Papst ihn mit der Untersuchung der Wulfstan zugeschriebenen Wunder in Worcester. 1203 und erneut 1206 musste er in einem Streit zwischen dem Abt von Evesham, den Mönchen des Klosters und Bischof Mauger von Worcester vermitteln. Ein weiterer Streit, in den er verwickelt wurde, war die umstrittene Wahl von Hugh of Northwold zum Abt von Bury St Edmunds. Sein Briefwechsel mit dem Papst belegt seinen Entwurf für die später von Innozenz herausgegebene Dekretale Pastoralis officii diligentia, die später Teil des Kirchenrechts wurde.

### Wirken als Bischof
Als Bischof erließ Eustace eine Verordnung, nach dem ihm von den in seiner Diözese geborenen Lämmern der Zehnte zustand. Diese Verordnung gehört zu den ältesten erhaltenen Statuten eines englischen Bischofs. Vermutlich ließ er die Kirche St Mary in Ely neu errichten, dazu wurde während seiner Amtszeit der Galilee-Vorbau mit dem westlichen Hauptportal der Kathedrale von Ely errichtet, der später jedoch wesentlich verändert wurde. Von den zeitgenössischen Chronisten wurde Eustace als gelehrter und bedeutender Bischof gelobt.

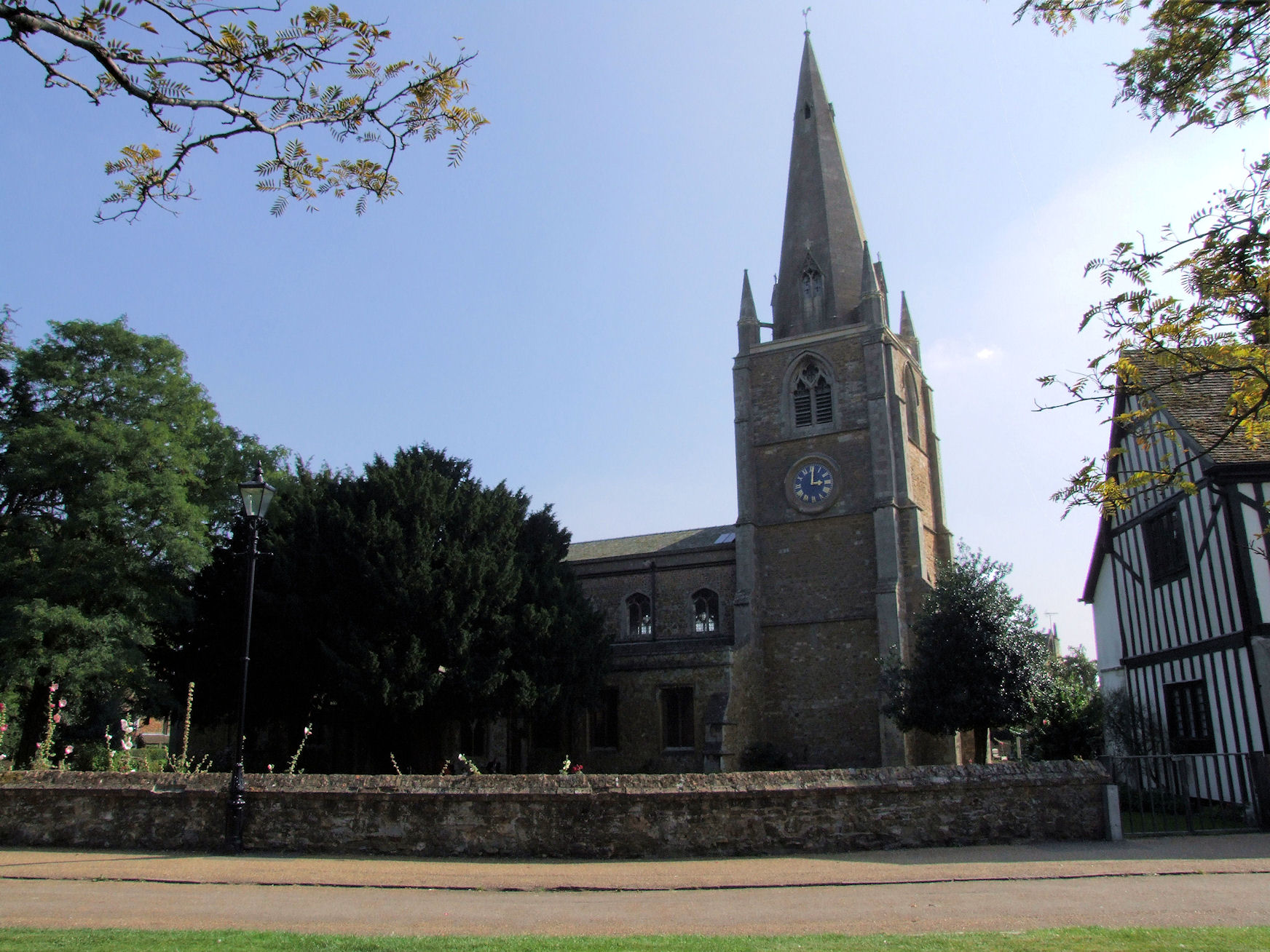
Die unter Bischof Eustace neu errichtete Kirche St Mary in Ely

### Rolle während des Interdikts
1207 kam es über die Wahl eines neuen Erzbischofs von Canterbury zum Streit zwischen König Johann und Papst Innozenz. Der König weigerte sich, die Wahl von Stephen Langton zum Erzbischof anzuerkennen. Nach der Weihe von Langton durch den Papst am 17. Juni 1207 ließ der König die Mönche des Kathedralpriorats von Canterbury vertreiben. Der Papst beauftragte daraufhin Eustace sowie die Bischöfe William de Ste Mère-Église von London und Mauger von Worcester, mit dem Papst zu verhandeln. Alle drei Bischöfe waren ehemalige königliche Beamte und mit dem König vertraut, doch die Verhandlungen blieben ergebnislos. Daraufhin verkündeten die drei Bischöfe am 23. März 1208 die Verhängung des Interdikts über England und flohen anschließend ins Ausland. Der König ließ nun die kirchlichen Güter beschlagnahmen. Der Papst übte daraufhin weiteren Druck auf den König aus, wozu Eustace, der im Dienst des Papstes geblieben war, mehrfach zu ergebnislosen Verhandlungen nach England reiste. Im November 1209 war er in Arras, als dort die Exkommunikation des Königs verkündet wurde. Ende 1212 reiste Eustace zusammen mit Erzbischof Langton und dem Bischof William von London nach Rom, wo sie dem Papst von der Unterdrückung der Kirche in England durch den König berichteten.

### Rückkehr nach England
Am 15. Mai 1213 beugte sich König Johann dem päpstlichen Druck, zumal er dazu eine Rebellion seines Adels und eine französische Invasion fürchtete. In Dover unterwarf er sich dem päpstlichen Gesandten, woraufhin auch Eustace nach England zurückkehren konnte. Am 20. Juli war er in Winchester, wo die Exkommunikation des Königs aufgehoben wurde, und am 3. Oktober war er in London, als der König dem Papst Treue schwor. Dabei hatte der König zustimmen müssen, als erste Wiedergutmachung für die der Kirche während des Interdikts entstandenen Schäden 100.000 Mark an den päpstlichen Legaten Nikolaus von Tusculum, an Erzbischof Langton sowie an Eustace zu zahlen. Die Einnahmeausfälle von Eustace wurden dabei nur auf zwischen £ 750 und £ 1050 geschätzt worden. Auf einem Konzil unter dem Vorsitz des päpstlichen Legaten in der St Paul’s Cathedral in London durfte Eustace am 2. Juli 1214 schließlich die Aufhebung des Interdikts verkünden. Bis zu seinem Tod spielte Eustace anschließend eine wichtige Rolle in den Verhandlungen zwischen dem König und der Adelsopposition. Der König versuchte dabei, ihn für seine Seite zu gewinnen, indem er ihm am 15. Januar 1215 das Patronat von Thorney Abbey in Cambridgeshire übertrug.
Nach seinem Tod wurde Eustace in der Kathedrale von Ely beigesetzt. Er hinterließ der Kathedrale mehrere Messgewänder, einen goldenen Messkelch und anderes Messgeschirr sowie ein goldenes Kreuz mit einer Reliquie des Heiligen Kreuzes. Bis zu seinem Tod war er ein bedeutender Unterstützer der Abtei Saint Victor bei Paris geblieben.